# 라우리너 판 리선
라우리너 판 리선(네덜란드어: Laurine van Riessen, 1987년 8월 10일~)은 네덜란드의 스피드 스케이팅 선수이다. 2010년 동계 올림픽 스피드 스케이팅 여자 500 m, 1000 m, 1500 m 경기에 네덜란드 대표팀 선수로 참가해 1000m에서 동메달을 땄다.